# Mariahissen

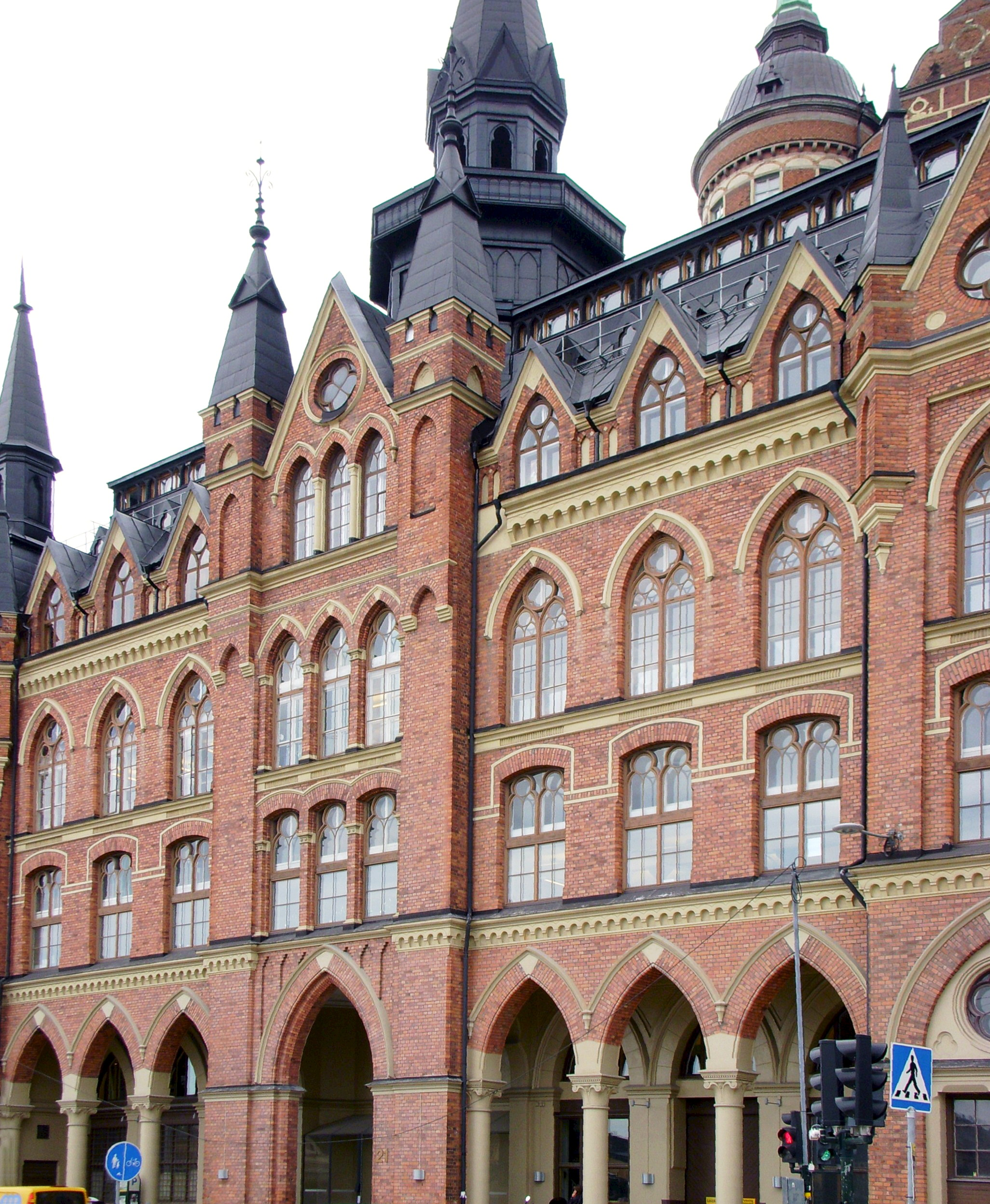
Mariahissen

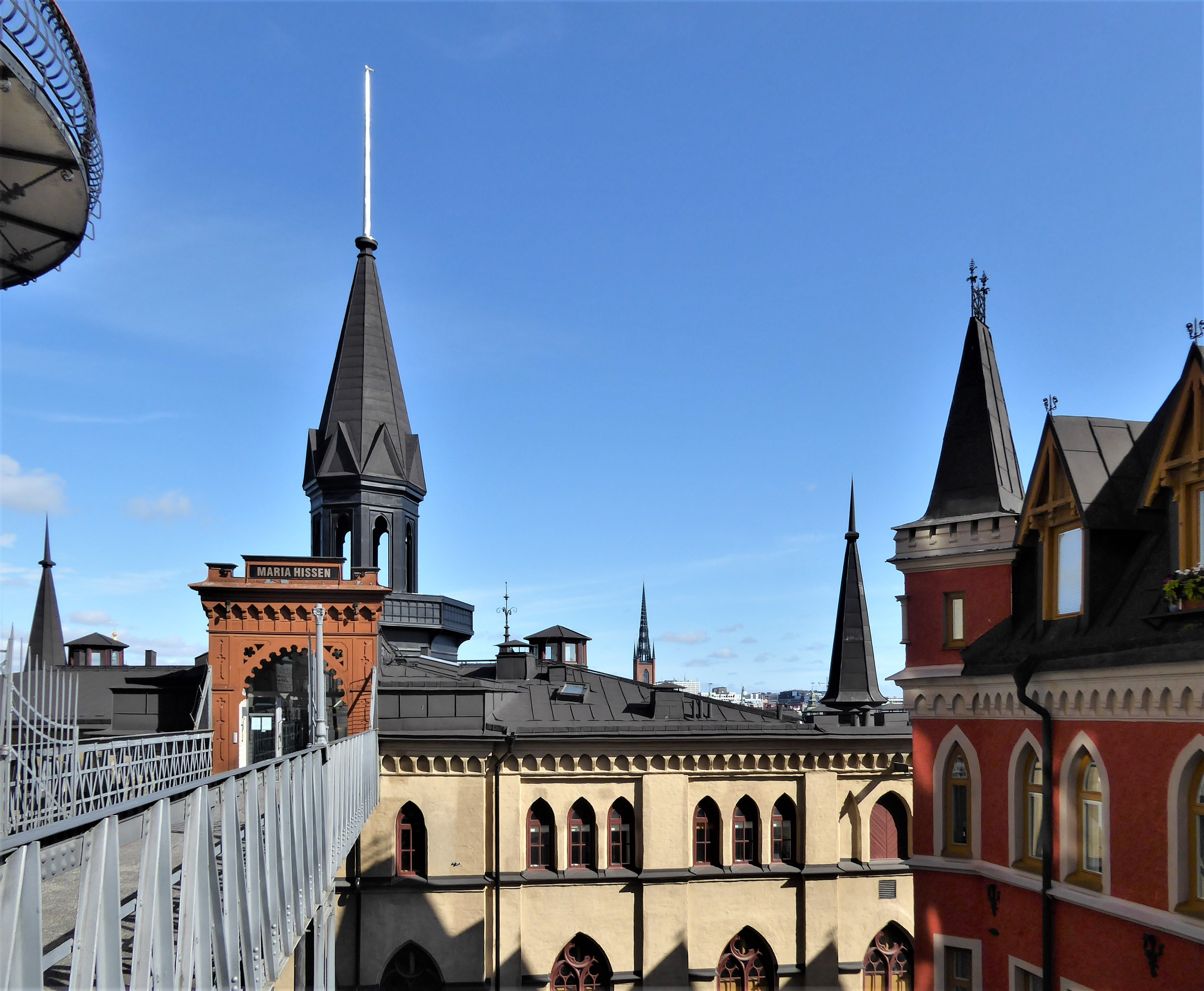
Blick von der Bergseite

Mariahissen ist ein Gebäude sowie ein ehemals öffentlicher Aufzug am Nordufer der zu Stockholm gehörenden Insel Södermalm in Schweden.

## Architektur und Geschichte
Das Gebäude befindet sich an der Adresse Söder Mälarstrand 21. Das Wohn- und Bürogebäude wurde im Jahr 1885 nach Entwürfen des Architekten Gustaf Dahl im Stil der Neogotik errichtet. In das Haus war ein öffentlicher Aufzug, der Mariahissen (Maria-Aufzug), integriert, der die am Ufer des Riddarfjärden liegende Straße Söder Mälarstrand mit dem 28 Meter höher liegenden Stadtviertel Mariaberget verband. Auf der Bergseite führt ein Stahlsteg von der Straße Bellmansgatan zum oberen Ende des Aufzugs. Ende der 1930er-Jahre wurde der öffentliche Betrieb des Aufzugs eingestellt. Mit dem Katarinahissen bestand weiter östlich ein Aufzug mit ähnlicher Bedeutung, wobei dieser bis 2022 wieder hergestellt wird.
In den 1970er Jahren wurde das Gebäude nach Plänen des Architekten Sune Malmquist saniert. Der Aufzug wurde Ende 2012 renoviert, steht aber nur den Mietern und Gästen des Hauses zur Verfügung.